# Spilosoma virginalis
Spilosoma virginalis là một loài bướm đêm thuộc phân họ Arctiinae, họ Erebidae.